# Tofik Kouliyev
Tofik Kouliyev (en azéri : Tofiq Quliyev) (7 novembre 1917, Bakou — 4 octobre 2000, Bakou) est un compositeur azerbaïdjanais, pianiste, chef d’orchestre.
Artiste du peuple de la RSS d’Azerbaïdjan.

## Biographie
Tofik Kouliyev est né le 7 novembre 1917 à Bakou, dans la famille d’un employé. Déjà à l’âge de 12 ans, son incroyable talent musical l’a amené en tant qu’élève au collège de musique. En 1934, il entre au Conservatoire National azerbaïdjanais, où il étudie sur deux facultés — piano (dans la classe du professeur Ilia Aysberg) et direction d’orchestre (dans la classe du professeur Stefan Strasser). Le talent brillant de Kouliyev attire l’attention du public musical et bientôt, à l’initiative d’Uzeyir Hajibeyov, en 1936, le Commissariat du peuple pour l’Éducation d’Azerbaïdjan envoie Tofik Kouliyev au Conservatoire P.I.Tchaïkovsky à Moscou. Là, il étudie la profession du chef d’orchestre, puis il se perfectionne en piano dans la classe du professeur Heinrich Neuhaus. Peu après, il se met à travailler dans l’orchestre de musique populaire sous la direction d’Alexander Tsfasman comme pianiste jusque 1939,.

## Début d’œuvre
Les premières expériences de Tofik Kouliyev dans la composition se rapportent au début des années 1930. Alors qu’il était encore étudiant de la faculté d’ouvrier (cours préparatoires pour la jeunesse travailleuse), en 1931, suivant le conseil d’Asaf Zeynally, l’un de ses premiers enseignants, devenu déjà populaire à cette époque, Kouliyev compose la chanson À propos de l’écolier sur les paroles de Mirza Alakbar Sabir. À partir de 1935, Tofik Kouliyev débute comme chef d’orchestre au Théâtre National dramatique azerbaïdjanais Mechadi Azizbekov. L’activité de T. Kouliyev en tant que folkloriste, débutée dans les années 1930, était importante dans la biographie du compositeur lui-même, ainsi que dans la vie musicale et sociale de l'Azerbaïdjan. Tofik Kouliyev était l’un des personnages d’art, qui avait joué un rôle considérable dans le développement et la popularisation du folklore azerbaïdjanais. Il est l’un des premiers compositeurs azerbaïdjanais à transcrire les mughams sur les notes. En 1936, il a créé les notations musicales des mughams Rast, Segah, Zabul, Dugah.
Rentré à Bakou en 1939, Tofik Kouliyev travaille sur la création de l’orchestre national, dont le travail actif a coïncidé avec le début de la Guerre Patriotique en 1941. Pendant les années de guerre, l’orchestre de musique populaire, créé par le compositeur et nommé Ensemble de l’Armée rouge, fait partie du régiment de tireurs et donne des concerts sur les lignes de front. T.Kouliyev écrit des chansons patriotiques pour l’orchestre : Pas de marche arrière (paroles d'Alekseï Sourkov), Une main tendre (paroles de Nikolaï Dorizo (en)), À propos de la jeune fille russe, Chanson des combattants. À partir de 1943, l’ensemble a été partagé en deux groupes. Tofik Kouliyev dirigeait l’un d’eux, nommé « Krasnoflotskaya » (de la flotte rouge). L’Ensemble donne souvent des concerts à la ligne du front, au front de Caucase, en Crimée, part pour l’Iran avec des concerts pour les détachements de l’armée.
Après la guerre, Kouliyev commence l’activité de compositeur au Théâtre National dramatique russe Samed Vurgun, au Théâtre azerbaïdjanais du jeune spectateur M.Gorki. Au cours de quelques années de travail avec les théâtres il a écrit la musique pour les spectacles La Nuit des rois de William Shakespeare, Jeune Garde de Alexandre Fadeïev, Aydin de Djafar Djabbarly, Sur les rives lointaines de Hasan Seyidbeyli et d’Imran Gasimov, Frères de Rasul Rza, Drôle d’hommes de Nâzım Hikmet, Belle de Chirvan d’Anvar Mammadkhanli,.

## Années 1940-1950
Dans les 1940, T. Kouliyev commence à écrire la musique pour les films et il continue cette activité dans les décennies suivantes. En même temps il compose les chansons, consacrées au pays natal : Chanson sur la Patrie, Azerbaïdjan. Tofik Kouliyev commence sa collaboration avec Rashid Behbudov, l’un des meilleurs interprètes des chansons du compositeur. Le duo artistique fait les tournées dans les villes de l’Union Soviétique, accompagnées d’un grand succès.
Le bilan de ses voyages de plusieurs années dans les régions de l’Azerbaïdjan est une série de recueils Danses traditionnelles azerbaïdjanaises (1951), 15 danses traditionnelles azerbaïdjanaises (1955) et l’édition en deux volumes Chansons azerbaïdjanaises (1956-1958) sous la rédaction du chanteur éminent Bul-Bul. Les années suivantes, le compositeur poursuit les transcriptions et le travail sur le matériel folklorique. Il a travaillé sur l’interprétation des chansons arabes, indiennes, bulgares, chinoises. Le travail de Tofik Kouliyev sur la transcription et la publication des mughams était de grande importance pour la culture musicale azerbaïdjanaise.
Malgré le succès créatif et artistique, Tofik Kouliyev croit nécessaire de continuer son éducation, et en 1948 il reprend ses études de direction d’orchestre au Conservatoire de Moscou dans la classe du professeur A. Guinsbourg et de composition dans la classe du professeur Evgueni Goloubev. Ayant terminé le conservatoire en 1951, Tofik Kouliyev suit les cours supérieurs au conservatoire de Moscou et achève son éducation sous la direction du chef d’orchestre éminent Alexandre Gaouk. Rentré à Bakou, il enseigne au Conservatoire azerbaïdjanais Üzeyir Hacıbəyov. Là, il dirige l’orchestre d’étudiants, les classes d’opéra et d’orchestre. Dès 1958, Tofik Kouliyev travaille au Théâtre philharmonique azerbaïdjanais Muslim Magomayev comme directeur artistique, et peu après il devient son directeur. Les mêmes années apparaissent ses compositions pour piano, parmi lesquelles Lezguinka, Variations, et les chansons. Pour la deuxième décade de la culture azerbaïdjanaise à Moscou en 1959 le compositeur crée la cantate Le chant sur Moscou. Pendant cette période il a écrit la musique pour des spectacles et des films.

## Années 1960-1970
Les années 1960-1970 sont marquées par l’activité musicale et sociale très fructueuse. Tofik Kouliyev est participant de plusieurs conférences internationales, des festivals, des fêtes d’art. En 1962, à l’invitation de l’Académie des Beaux-arts, il participe à la conférence, consacrée aux problèmes du développement de l’art musical et des échanges d’expérience culturelle. Plus tard, il prend part à l’organisation des Journées d’art azerbaïdjanais en Tchécoslovaquie, où il compose les chansons Bratislava et Chant sur Prague, devenues populaires en Tchécoslovaquie.
Dans la même période, Tofik Kouliyev était à la tête des délégations des artistes azerbaïdjanais en Bulgarie, en Pologne, en Italie. Pendant plusieurs années, T. Kouliyev était le Premier secrétaire de l’Union des compositeurs d’Azerbaïdjan et accordait beaucoup d’attention à la formation des jeunes compositeurs, dirigeait de nombreuses plénums de compositeurs, des festivals musicaux, des conférences et des congrès. Il fait souvent des rapports et lit ses articles, consacrés aux différents problèmes et tâches de l’art azerbaïdjanais.
En 1966, pendant la décade de la culture russe en Azerbaïdjan, Tofik Kouliyev en commun avec le compositeur Vassili Soloviov-Sedoï crée la chanson Bon pays, Azerbaïdjan. À cette époque apparaît ses cycles de chansons internationales : Moldova (1966), les chansons sur la Géorgie. En 1972, la chanson de Tofik Kouliyev Chant des pétroliers ouvre l’exposition internationale de l’art azerbaïdjanais à Bruxelles. 
Dans les années 1980-1990, la plupart du temps Tofik Kouliyev s’occupe de l’activité sociale. Son œuvre a été hautement apprécié, il a reçu le titre honorifique d'Artiste du peuple de la RSS d’Azerbaïdjan, le titre du Lauréat du prime du komsomol léniniste de la RSS d’Azerbaïdjan.
Tofik Kouliyev est mort le 5 octobre 2000 à l’âge de 82 ans, après une longue maladie. Il est enterré dans l’Allée d’Honneur de Bakou.

## Liens familiaux
Il a un fils, Eldar, scénariste et réalisateur de cinéma.